# Семёновка (Херсонская область)
Семёновка (укр. Семенівка) — село в Зеленоподской сельской общине Каховского района Херсонской области Украины.
Население по переписи 2001 года составляло 1349 человек. Почтовый индекс — 74843. Телефонный код — 5536. Код КОАТУУ — 6523584501.

## Местный совет
74843, Херсонская обл., Каховский р-н, с. Семёновка, ул. Пролетарская, 15